# 이애주 (무용가)
이애주(한국 한자: 李愛珠,, 1947년 10월 11일~2021년 5월 10일)은 대한민국의 무용가이다. 전통문화재인 승무의 보유자이자 서울대학교 교수이다. 본관은 아산.
부친 이영석(李永石) 씨가 황해도 봉산군 사리원에서 서울로 이사 온 후 서울에서 태어났다. 서울교동초등학교, 창덕여자중학교, 창덕여자고등학교, 서울대학교 체육교육학과를 졸업했다. 대학원 졸업후 인문대 국어국문학과에 학사 편입했다. 초등학교 시절인 7세 때부터 김보남(金寶南, 작고, 당시 국립국악원 무용 담당)에게 춤을 배웠다. 1969년 한영숙을 만나 승무를 배웠다. 한성준(韓成俊)에서 한영숙을 거쳐 자신에게 이어진 정통 승무 맥을 지켜가고 있다.
1972년 국민훈장 목련장을 수상했다.
1987년 6월 27일 민주화 대행진 출정식 때 서울대 후배들의 요청으로 무명옷을 입고 6월 9일 당시 뇌사 상태에 빠져있던 이한열의 혼을 기르는 춤을 췄다.
2021년 5월 10일 오후 5시 20분, 암으로 타계하였다.

## 학력
- 서울교동초등학교 (졸업)
- 창덕여자중학교 (졸업)
- 창덕여자고등학교 (졸업)
- 서울대학교 체육교육학과 (졸업)
- 서울대학교 대학원 체육교육학과 (졸업)
- 서울대학교 대학원 체육교육학과 (졸업)

## 저서
- 우리땅 터벌림 /김영수 지음/ 예술과사진/ 2012년 5월
- 교학의 세월/ 박효종,우한용,이경식,이애주 지음 / 지식과교양 / 2013년 3월